# Lactaldéhyde
Le lactaldéhyde est un composé organique de formule chimique H3C–CHOH–CHO. Il dérive du méthylglyoxal sous l'action d'une méthylglyoxal réductase et est converti en lactate sous l'action d'une aldéhyde déshydrogénase. 
Le lactaldéhyde existe sous la forme avec chaîne ouverte ou d'hémiacétal cyclique, en solution et sous forme cristallisée, sous forme monomère et dimère. La forme cristallisée présente trois conformères à dimères d'hémiacétals avec un cycle 1,4-dioxane. En solution, des quantités négligeables de monomères et au moins un dimère cyclique à cinq atomes ont été identifiés.

## Tautomères

le lactaldéhyde a quatre formes tautomériques